# 山が動く
山が動く（やまがうごく）は吉本興業（よしもとクリエイティブ・エージェンシー）所属のお笑いコンビ。

## メンバー
- 寺岡 直樹（てらおか なおき、1983年4月3日 -）ボケ担当。
  - 奈良県出身。
  - 血液型B型。
  - かわら長介 放送作家魁塾1期生、大阪NSC26期生。

- 地元猟友会（じもとりょうゆうかい、1965年10月20日 -）ツッコミ担当。
  - 奈良県出身。
  - 血液型O型。
  - 放送芸術学院卒業、大阪NSC28期生。

## 来歴
- 2009年9月22日コンビ結成。
- 現在、地元猟友会は、無期限休養中。寺岡は、「山が動く寺岡」としてピンで活動中。

## 舞台
- 「M-1グランプリ2009」（2回戦進出）
- ヨシモト∞ホール「テレビに向いてない演芸」（優勝）
- 「M-1グランプリ2010」(1回戦敗退)
- 「キングオブコント2010」（3回戦進出）

寺岡直樹のみ
- 「R-1ぐらんぷり2010」（2回戦進出）
- 「R-1ぐらんぷり2011」（2回戦進出）
- 「R-1ぐらんぷり2012」（3回戦進出）

地元猟友会のみ
- 「R-1ぐらんぷり2010」(2回戦進出)